# Malakofftårta

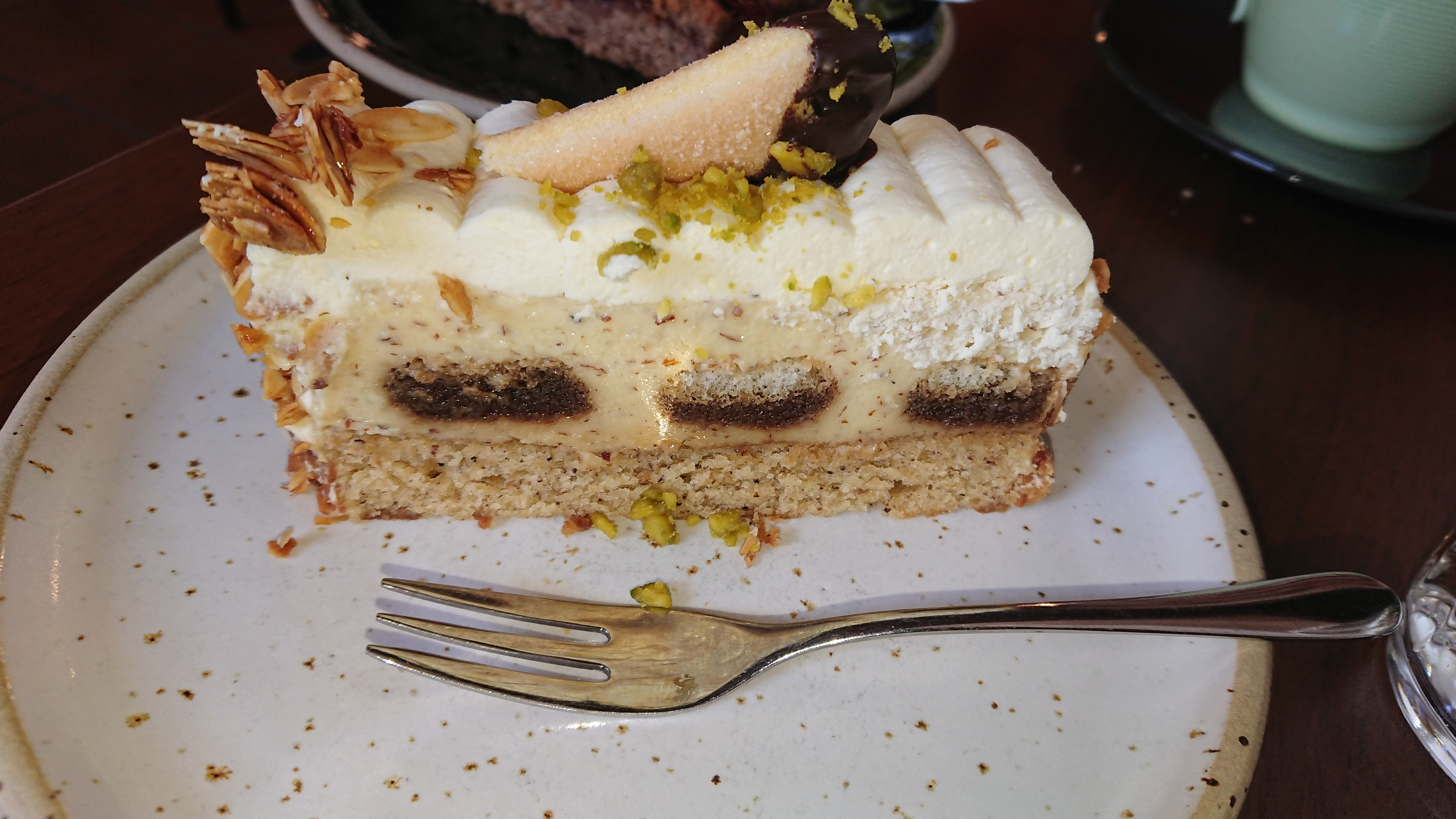
En bit malakofftårta.

Malakofftårta (tyska Malakofftorte) är en tårta starkt förknippad med Wien och Österrike, gjord på biskotten (svenska savoiardikex) och grädde med rom.
Receptet har förändrats över tid när det gäller fyllningen. I tidiga recept fylldes Malakofftårtan med smörkräm, idag dock huvudsakligen med grädde. Olika val av spritsort förekommer också. Botten och kanten på en fjäderform fylls runt om med biskotten i lager (vanligen 2-3 st) med romsmaksatt grädde eller fromage däremellan.
Ursprunget till namnet Malakofftårta råder det delade meningar om. En teori gör gällande att det kommer från Belägringen av Sevastopol under Krimkriget, vid vilken fransmännen 1855 framgångsrikt stormade de ryska redutterna på Malakov-åsen. Deras härförare, marskalk Pelissier, blev senare adlad som Le Duc de Malakoff (hertig av Malakov). Ett recept för Gâteau Malakoff finns 1882 i den franske kockens Urbain Dubois kokbok Grand Livre des pâtissiers et des confiseurs från 1883, dock förekommer Malakofftårta sällan i Frankrike men den är vanlig i Wien. Det finns också en teori om att namnet härstammar från Böhmen och härrör från det tjeckiska ordet för mjölk (tjeckiska mléko).